# Souillac
Pour les articles homonymes, voir Souillac (homonymie).
Souillac (en occitan Solhac) est une commune française, située dans le nord du département du Lot, en région Occitanie.
Elle est également dans le causse de Martel, une région naturelle constituant le plus septentrional des quatre causses du Quercy, entre Limousin, vallées de la Tourmente et de la Dordogne.
Exposée à un climat océanique altéré, elle est drainée par la Dordogne, la Borrèze et par divers autres petits cours d'eau. Incluse dans le bassin de la Dordogne, la commune possède un patrimoine naturel remarquable : un site Natura 2000 (la « vallée de la Dordogne quercynoise »), un espace protégé (le « cours lotois de la Dordogne ») et cinq zones naturelles d'intérêt écologique, faunistique et floristique.
Souillac est une commune rurale qui compte 3 199 habitants en 2022. Elle est ville-centre de l'agglomération de Souillac et fait partie de l'aire d'attraction de Souillac. Ses habitants sont appelés les Souillagais ou  Souillagaises.
Depuis 2009, des démarches sont en cours pour changer son nom en Souillac-sur-Dordogne.

## Géographie
Souillac est une commune du nord du département du Lot, dans l'ancienne province du Quercy. Elle fait partie de l'unité urbaine de Souillac et de son aire d'attraction. C'est une petite ville commerçante et touristique au centre d'une région fertile qui contraste par sa richesse avec la pauvreté des causses de Martel et de Gramat.

### Communes limitrophes
La commune est limitrophe de huit autres communes dont trois à l'ouest dans le département de la Dordogne..

### Communications et transports
La commune est située sur la route départementale D 820 (ancienne RN 20), à 63 kilomètres au nord de Cahors, et 37 kilomètres au sud de Brive-la-Gaillarde (Corrèze). Elle est également accessible par l'autoroute A20 (sortie no 55 sur la commune ) et par la SNCF Gare de Souillac.
Le sentier de grande randonnée GR 6 passe par Souillac, reliant Rocamadour au sud-est et Sarlat à l'ouest.
L’aéroport de Brive-Souillac est en service depuis le 15 juin 2010. Il est desservi par des avions pour Paris toute l'année et pour Ajaccio, Lyon, Porto et Londres en saison.
La gare de Souillac accueille des Intercités Paris-Cahors/Toulouse et des TER Brive-Toulouse.
Une liaison routière Transpérigord existe également ; elle relie Sarlat à Souillac avec 3 allers-retours par jour, 4 pendant les grandes vacances.

### Hydrographie
Souillac est située dans la vallée de la Dordogne, dont le cours délimite la ville au sud. Un autre cours d'eau, la Borrèze, traverse le centre-ville.

### Climat
Pour des articles plus généraux, voir Climat de l'Occitanie et Climat du Lot.
En 2010, le climat de la commune est de type climat océanique altéré, selon une étude s'appuyant sur une série de données couvrant la période 1971-2000. En 2020, Météo-France publie une typologie des climats de la France métropolitaine dans laquelle la commune est toujours exposée à un climat océanique altéré et est dans la région climatique Ouest et nord-ouest du Massif Central, caractérisée par une pluviométrie annuelle de 900 à 1 500 mm, maximale en automne et en hiver.
Pour la période 1971-2000, la température annuelle moyenne est de 12,9 °C, avec une amplitude thermique annuelle de 15,2 °C. Le cumul annuel moyen de précipitations est de 929 mm, avec 11,3 jours de précipitations en janvier et 6,9 jours en juillet. Pour la période 1991-2020, la température moyenne annuelle observée sur la station météorologique la plus proche, située sur la commune de Salignac-Eyvigues à 15 km à vol d'oiseau, est de 13,0 °C et le cumul annuel moyen de précipitations est de 907,1 mm,. Pour l'avenir, les paramètres climatiques de la commune estimés pour 2050 selon différents scénarios d’émission de gaz à effet de serre sont consultables sur un site dédié publié par Météo-France en novembre 2022.

### Milieux naturels et biodiversité

#### Espaces protégés
La protection réglementaire est le mode d’intervention le plus fort pour préserver des espaces naturels remarquables et leur biodiversité associée,.
La commune fait partie du bassin de la Dordogne, un territoire d'une superficie de 24 000 km2 reconnu réserve de biosphère par l'UNESCO en juillet 2012,.
Un  autre espace protégé est présent sur la commune : 
le « cours lotois de la Dordogne », objet d'un arrêté de protection de biotope, d'une superficie de 569,6 ha.

#### Réseau Natura 2000

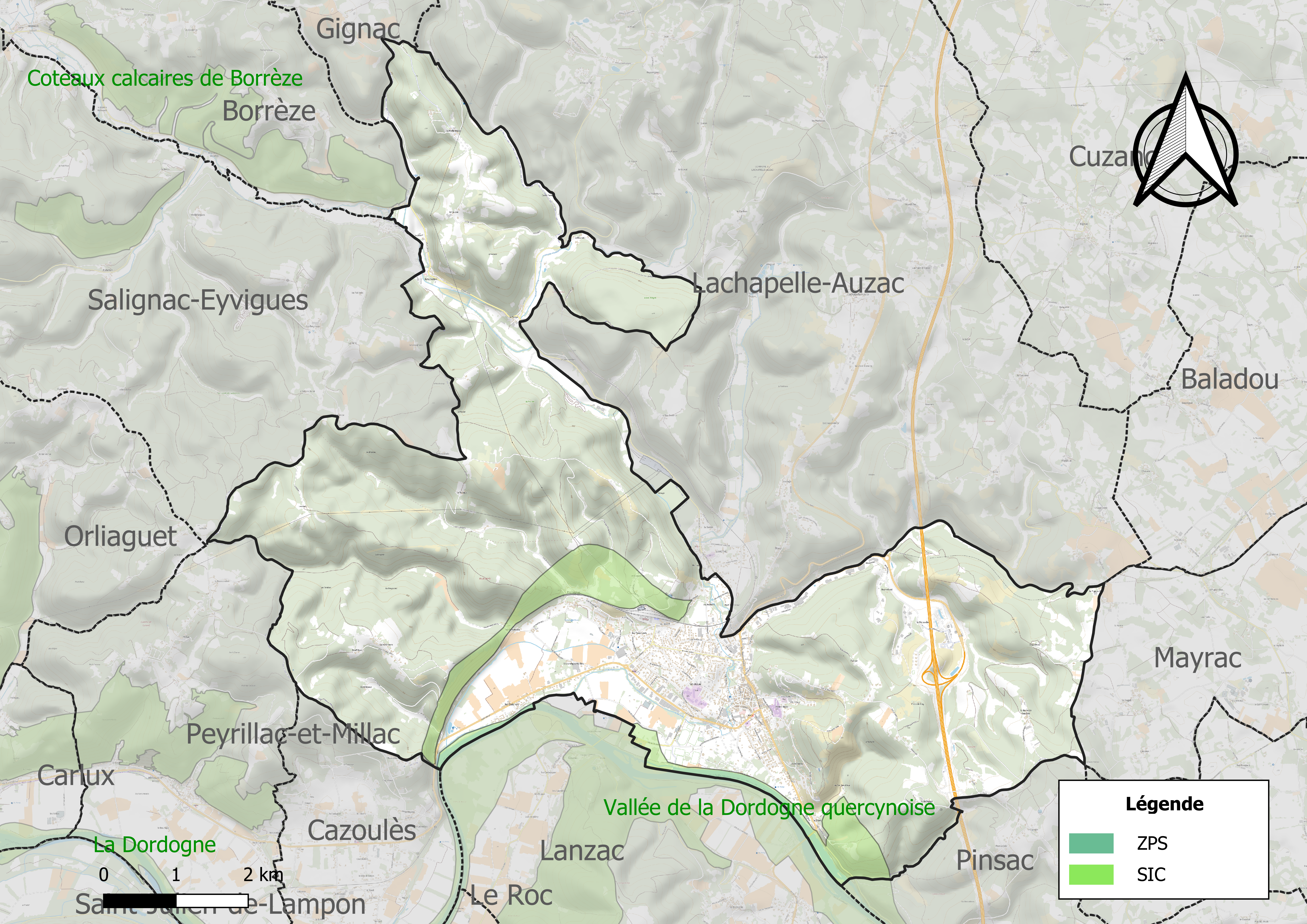
Site Natura 2000 sur le territoire communal.

Le réseau Natura 2000 est un réseau écologique européen de sites naturels d'intérêt écologique élaboré à partir des directives habitats et oiseaux, constitué de zones spéciales de conservation (ZSC) et de zones de protection spéciale (ZPS).
Un site Natura 2000 a été défini sur la commune au titre de la directive habitats : la « vallée de la Dordogne quercynoise », d'une superficie de 5 567 ha, qui présente des milieux aquatiques d'intérêt majeur et de un important éventail des milieux alluviaux qui abritent, outre un nombre significatif d'espèces de l'annexe II, de nombreuses espèces localisées à rares aux niveaux régional ou national.

#### Zones naturelles d'intérêt écologique, faunistique et floristique
L’inventaire des zones naturelles d'intérêt écologique, faunistique et floristique (ZNIEFF) a pour objectif de réaliser une couverture des zones les plus intéressantes sur le plan écologique, essentiellement dans la perspective d’améliorer la connaissance du patrimoine naturel national et de fournir aux différents décideurs un outil d’aide à la prise en compte de l’environnement dans l’aménagement du territoire.
Quatre ZNIEFF de type 1 sont recensées sur la commune :
- les « grottes de la Forge et environs » (170 ha), couvrant trois communes : Salignac-Eyvigues en Dordogne ainsi que Lachapelle-Auzac et Souillac dans le Lot[18],[19] ; environ la moitié orientale de ce site se situe sur Souillac, comme le montre la carte du site[20]. Trois espèces déterminantes de chauves-souris et quatre de plantes phanérogames y ont été répertoriées[18] ;
- « la Dordogne quercynoise » (2 081 ha), couvrant 24 communes dont deux en Corrèze, deux en Dordogne et vingt dans le Lot[21], qui comprend de nombreuses espèces déterminantes (soixante-six  animales et cinquante végétales) ;
- le « marais et pelouses de Lamothe-Timbergue » (41 ha), couvrant 2 communes du département[22] ;
- la « vallée du Blagour » (252 ha), couvrant 2 communes du département[23] ;

et une ZNIEFF de type 2, : 
la « vallée de la Dordogne quercynoise » (8 758 ha), couvrant 28 communes : deux en Corrèze, deux en Dordogne et vingt-quatre dans le Lot.
Souillac n'est pas mentionnée parmi les communes faisant partie de la ZNIEFF de type 2 « secteur forestier de Borrèze ». Cependant, près de 80 hectares dans le sud-ouest et dans le nord de la commune — notamment près des lieux-dits Bourzolles et la Forge — en font néanmoins partie, comme le montre la carte du site.

Cartes des ZNIEFF de type 1 et 2 à Souillac.
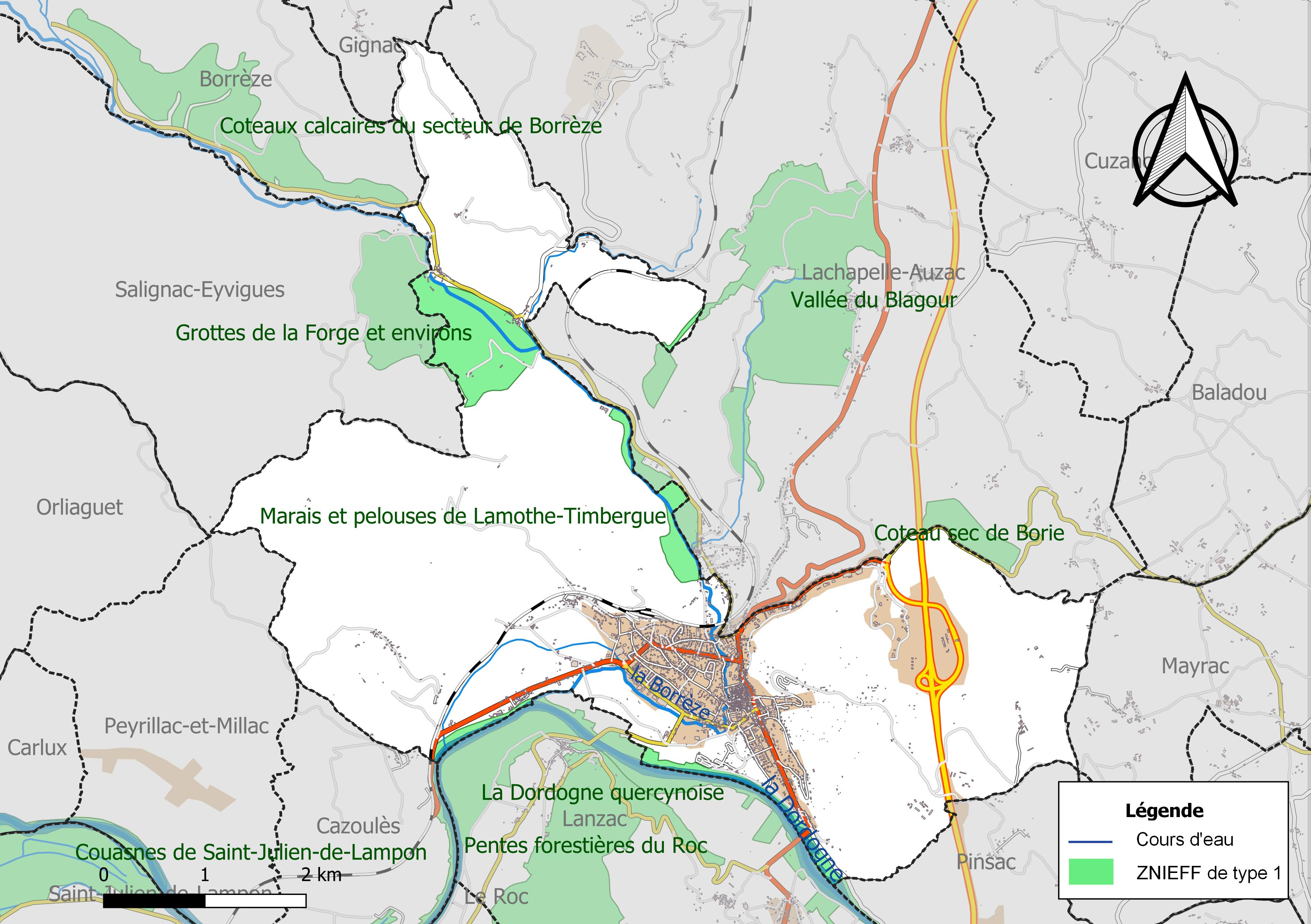
Carte des ZNIEFF de type 1 sur la commune.
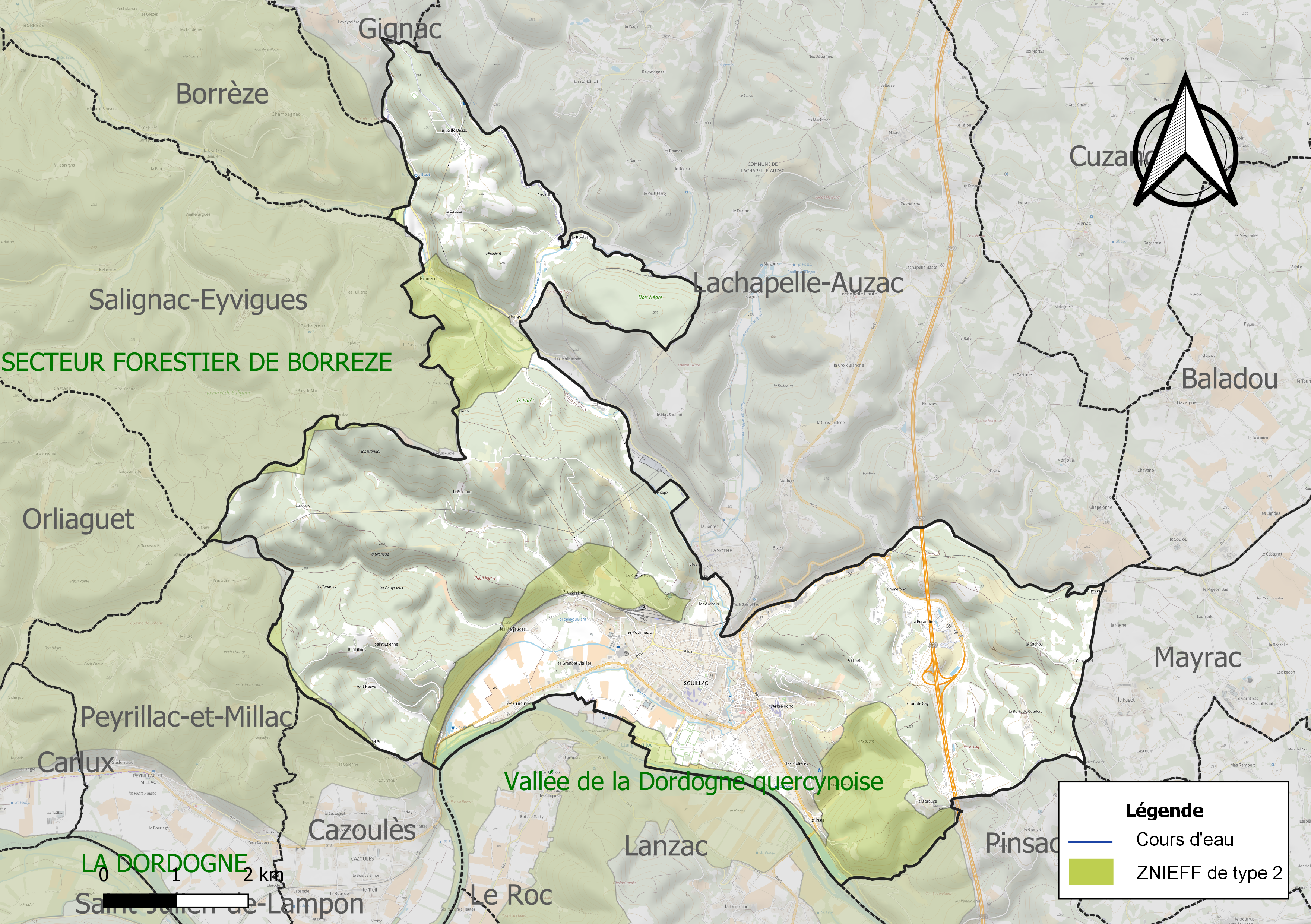
Carte de la ZNIEFF de type 2 sur la commune.

## Urbanisme

### Typologie
Au 1er janvier 2024, Souillac est catégorisée bourg rural, selon la nouvelle grille communale de densité à sept niveaux définie par l'Insee en 2022.
Elle appartient à l'unité urbaine de Souillac, une agglomération intra-départementale regroupant deux  communes, dont elle est ville-centre,,. Par ailleurs la commune fait partie de l'aire d'attraction de Souillac, dont elle est la commune-centre,. Cette aire, qui regroupe 11 communes, est catégorisée dans les aires de moins de 50 000 habitants,.

### Occupation des sols
L'occupation des sols de la commune, telle qu'elle ressort de la base de données européenne d’occupation biophysique des sols Corine Land Cover (CLC), est marquée par l'importance des forêts et milieux semi-naturels (65,2 % en 2018), une proportion sensiblement équivalente à celle de 1990 (65,1 %). La répartition détaillée en 2018 est la suivante : 
forêts (63,2 %), zones urbanisées (10,9 %), zones agricoles hétérogènes (9,2 %), prairies (8,3 %), terres arables (2,9 %), zones industrielles ou commerciales et réseaux de communication (2,3 %), milieux à végétation arbustive et/ou herbacée (2 %), eaux continentales (1,2 %). L'évolution de l’occupation des sols de la commune et de ses infrastructures peut être observée sur les différentes représentations cartographiques du territoire : la carte de Cassini (XVIIIe siècle), la carte d'état-major (1820-1866) et les cartes ou photos aériennes de l'IGN pour la période actuelle (1950 à aujourd'hui).

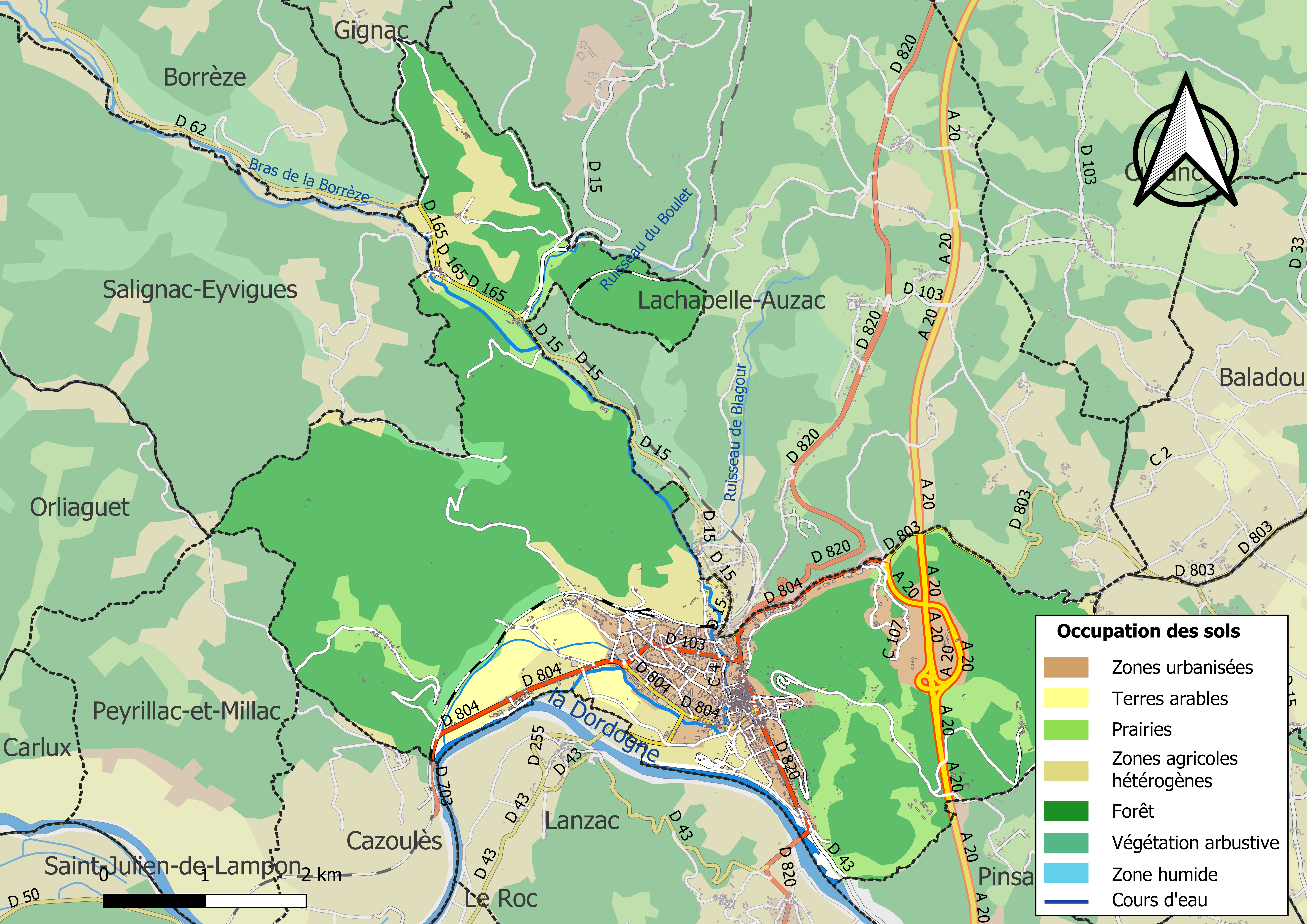
Carte des infrastructures et de l'occupation des sols de la commune en 2018 (CLC).

### Risques majeurs
Le territoire de la commune de Souillac est vulnérable à différents aléas naturels : météorologiques (tempête, orage, neige, grand froid, canicule ou sécheresse), inondations, feux de forêts, mouvements de terrains et séisme (sismicité très faible). Il est également exposé à deux risques technologiques,  le transport de matières dangereuses et la rupture d'un barrage. Un site publié par le BRGM permet d'évaluer simplement et rapidement les risques d'un bien localisé soit par son adresse soit par le numéro de sa parcelle.

#### Risques naturels
Certaines parties du territoire communal sont susceptibles d’être affectées par le risque d’inondation par débordement de cours d'eau, notamment la Dordogne et la Borrèze. La cartographie des zones inondables en ex-Midi-Pyrénées réalisée dans le cadre du XIe Contrat de plan État-région, visant à informer les citoyens et les décideurs sur le risque d’inondation, est accessible sur le site de la DREAL Occitanie. La commune a été reconnue en état de catastrophe naturelle au titre des dommages causés par les inondations et coulées de boue survenues en 1982, 1983, 1992, 1993, 1996, 1999 et 2021,.
Souillac est exposée au risque de feu de forêt. Un plan départemental de protection des forêts contre les incendies a été approuvé par arrêté préfectoral le 30 novembre 2015 pour la période 2015-2025. Les propriétaires doivent ainsi couper les broussailles, les arbustes et les branches basses sur une profondeur de 50 mètres, aux abords des constructions, chantiers, travaux et installations de toute nature, situées à moins de 200 mètres de terrains en nature
de bois, forêts, plantations, reboisements, landes ou friches. Le brûlage des déchets issus de l’entretien des parcs et jardins des ménages et des collectivités est interdit. L’écobuage est également interdit, ainsi que les feux de type méchouis et barbecues, à l’exception de ceux prévus dans des installations fixes (non situées sous couvert d'arbres) constituant une dépendance d'habitation.

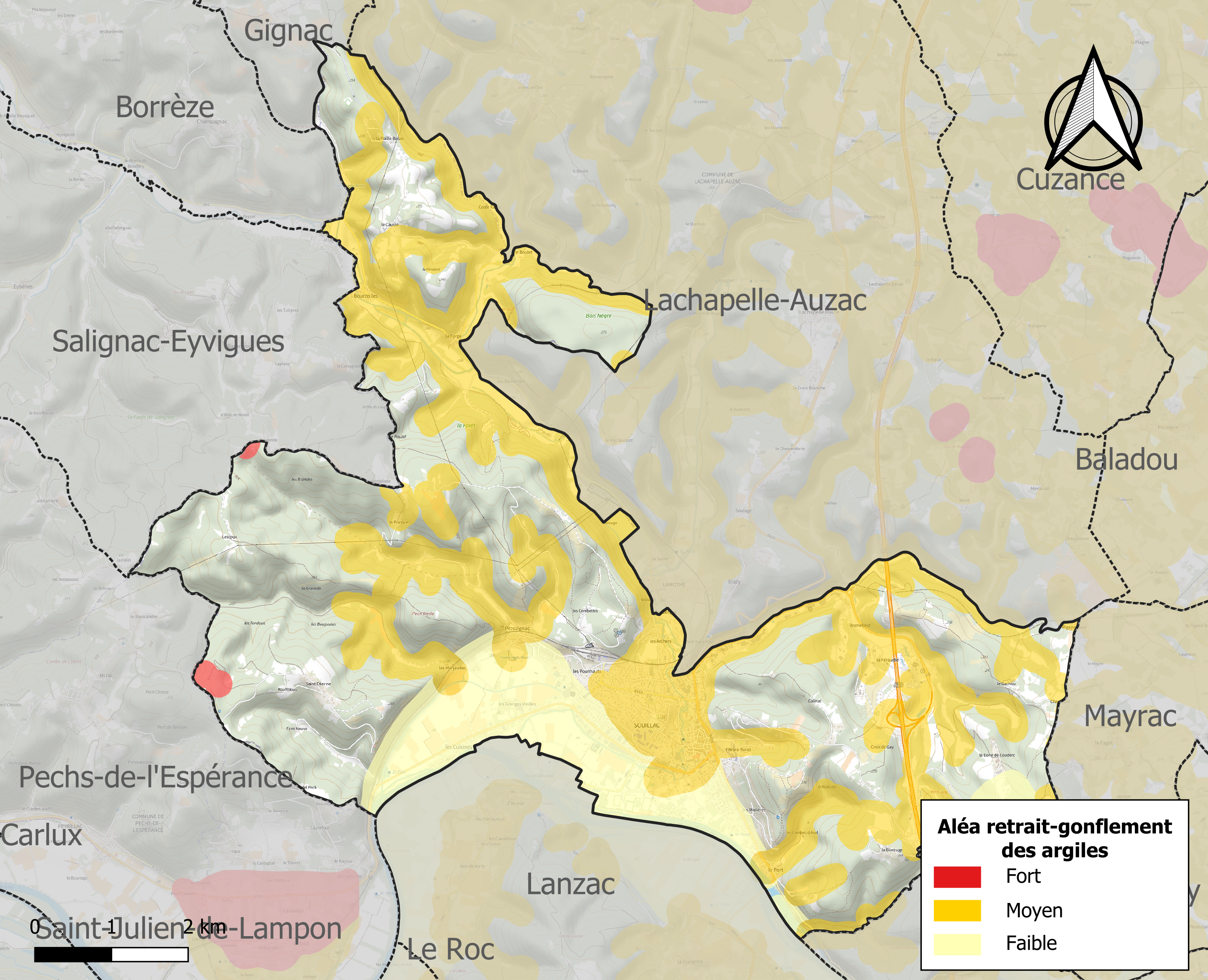
Carte des zones d'aléa retrait-gonflement des sols argileux de Souillac.

Les mouvements de terrains susceptibles de se produire sur la commune sont des affaissements et effondrements liés aux cavités souterraines (hors mines), des éboulements, chutes de pierres et de blocs et des tassements différentiels. Par ailleurs, afin de mieux appréhender le risque d’affaissement de terrain, l'inventaire national des cavités souterraines permet de localiser celles situées sur la commune.
Le retrait-gonflement des sols argileux est susceptible d'engendrer des dommages importants aux bâtiments en cas d’alternance de périodes de sécheresse et de pluie. 40,7 % de la superficie communale est en aléa moyen ou fort (67,7 % au niveau départemental et 48,5 % au niveau national). Sur les 1 434 bâtiments dénombrés sur la commune en 2019, 965 sont en aléa moyen ou fort, soit 67 %, à comparer aux 72 % au niveau départemental et 54 % au niveau national. Une cartographie de l'exposition du territoire national au retrait gonflement des sols argileux est disponible sur le site du BRGM,.
Par ailleurs, afin de mieux appréhender le risque d’affaissement de terrain, l'inventaire national des cavités souterraines permet de localiser celles situées sur la commune.
Concernant les mouvements de terrains, la commune a été reconnue en état de catastrophe naturelle au titre des dommages causés par la sécheresse en 2017, 2018 et 2019 et par des mouvements de terrain en 1999.

#### Risques technologiques
Le risque de transport de matières dangereuses sur la commune est lié à sa traversée par une route à fort trafic et une ligne de chemin de fer. Un accident se produisant sur de telles infrastructures est susceptible d’avoir des effets graves sur les biens, les personnes ou l'environnement, selon la nature du matériau transporté. Des dispositions d’urbanisme peuvent être préconisées en conséquence.
La commune est en outre située en aval des barrages de Saint-Étienne-Cantalès et de Bort-les-Orgues, des ouvrages de classe A disposant d'une retenue de respectivement 133 millions et 477 millions de mètres cubes,. À ce titre elle est susceptible d’être touchée par l’onde de submersion consécutive à la rupture d'un de ces ouvrages.

## Toponymie
Le toponyme Souillac, en occitan Solhac, d'origine gallo-romaine, est basé sur un anthroponyme Solius. La terminaison -ac est issue du suffixe gaulois -acon (lui-même du celtique commun *-āko-), souvent latinisé en -acum dans les textes. C'est le domaine de Solius.
Durant la Révolution, la commune porte le nom de Trente-un-Mai.
Ses habitants sont les Souillagais.

## Histoire

### Préhistoire
L'Igue du Lion, ou aven du Lion, est découvert en 1997 à l'occasion de travaux sur l'autoroute. Il a livré le squelette d'une lionne des cavernes de moins de deux ans, morte à cet endroit peu avant que la cavité devienne inaccessible, ce qui a préservé les vestiges du lion sans interférence extérieure, pas même celle d'animaux fouisseurs. Les caractères morphologiques de cet animal le rapprochent de l'espèce actuelle. L'intérêt de cette découverte est en rapport avec le très petit nombre d'individus entiers retrouvés : lion de Cajarc (Lot) découvert en 1892, lion de Montmaurin (Haute-Garonne) découvert en 1956, lion de la grotte de Foissac (Aveyron) découvert en 1965 (conservé in situ), et les lions de l'Igue des Rameaux à Saint-Antonin-Noble-Val (Tarn-et-Garonne).
Le gisement de Bramefond se trouve au lieu-dit du même nom, entre l'autoroute et le bourg, à environ 2,2 km de la rive droite de la Dordogne. Il a été découvert en même temps que l'aven du Lion par N. Constans, lors du décaissement les assises calcaires de l'autoroute après les évaluations et sondages archéologiques systématiques. En partie détruit depuis sa découverte, c'est une fissure remplie d'une sédimentation détritique. La faune de son remplissage est dominée par les grands herbivores : cheval, boviné (17 restes de bison et 228 restes d'aurochs), renne, cerf (Cervus Cervus simplicidens) et rhinocéros laineux (Coelodonta antiquitatis). La présence de Equus caballus germanicus associé à Cervus Cervus simplicidens date le site au stade isotopique 5. Une datation par ESR sur dent et une autre datation par U/Th sur plancher stalagmitique indiquent le sous-stade isotopique 5b (82 à 87 ka).

### Moyen Âge
Au XIIIe siècle, Souillac grandit autour d'une abbaye dépendant du monastère bénédictin d'Aurillac (Cantal). Quand les Bénédictins s'installent dans la plaine de Souillès, ainsi nommée d'un mot local "souilh" signifiant "lieu boueux et marécageux où se vautraient les sangliers", ils remplacent une communauté fondée à cet endroit par Saint Eloi. Les moines assèchent sans relâche et transforment le marécage en un riche domaine. Plusieurs fois ruinée et saccagée par les Anglais au cours de la guerre de Cent Ans, Souillac se relève grâce à la ténacité des abbés, mais les guerres de religion lui causent encore de plus grands désastres: en 1562, des bandes protestantes pillent le monastère: dix ans plus tard, les bâtiments conventuels sont la proie des flammes, seule l'église abbatiale, bien protégée par ses coupoles, échappe à l'incendie.

### XVIIIesiècle
Entre 1795 et 1800, La commune absorbe celle voisine de Saint-Étienne-Lacombe, peuplée de 218 habitants au recensement de 1793.

### XIXesiècle
Entre 1801 et 1806, elle absorbe la commune voisine de Bourzoles, peuplée de 87 habitants au recensement de 1800,.
En 1819, la commune de Beaurepos, peuplée de 202 habitants au recensement de 1800, qui faisait partie du département de la Dordogne est rattachée à celui du Lot et fusionne avec Souillac,.

## Politique et administration

### Politique environnementale
En 2003, Souillac était récompensée par une fleur au palmarès du concours des villes et villages fleuris.

### Jumelages
- Souillac (Maurice) depuis 1994[57].

Auparavant, Souillac avait été jumelée avec  Denny (Royaume-Uni), jusqu'à la disparition de la commune écossaise dans une fusion administrative au début des années 2000.

## Population et société

### Démographie
L'évolution du nombre d'habitants est connue à travers les recensements de la population effectués dans la commune depuis 1793. Pour les communes de moins de 10 000 habitants, une enquête de recensement portant sur toute la population est réalisée tous les cinq ans, les populations de référence des années intermédiaires étant quant à elles estimées par interpolation ou extrapolation. Pour la commune, le premier recensement exhaustif entrant dans le cadre du nouveau dispositif a été réalisé en 2004.

En 2022, la commune comptait 3 199 habitants, en évolution de −4,28 % par rapport à 2016 (Lot : +1,31 %, France hors Mayotte : +2,11 %).
| 1793  | 1800  | 1806  | 1821  | 1831  | 1836  | 1841  | 1846  | 1851  |
| ----- | ----- | ----- | ----- | ----- | ----- | ----- | ----- | ----- |
| 1 306 | 1 567 | 1 432 | 2 603 | 3 096 | 3 046 | 3 087 | 3 076 | 3 248 |

| 1856  | 1861  | 1866  | 1872  | 1876  | 1881  | 1886  | 1891  | 1896  |
| ----- | ----- | ----- | ----- | ----- | ----- | ----- | ----- | ----- |
| 3 280 | 3 128 | 3 100 | 3 115 | 3 110 | 3 586 | 3 627 | 3 218 | 3 069 |

| 1901  | 1906  | 1911  | 1921  | 1926  | 1931  | 1936  | 1946  | 1954  |
| ----- | ----- | ----- | ----- | ----- | ----- | ----- | ----- | ----- |
| 3 154 | 2 881 | 2 761 | 2 461 | 2 501 | 2 513 | 2 643 | 3 009 | 2 907 |

| 1962  | 1968  | 1975  | 1982  | 1990  | 1999  | 2004  | 2006  | 2009  |
| ----- | ----- | ----- | ----- | ----- | ----- | ----- | ----- | ----- |
| 3 209 | 3 630 | 3 845 | 3 570 | 3 459 | 3 671 | 3 898 | 3 970 | 3 864 |

| 2014  | 2019  | 2022  | - | - | - | - | - | - |
| ----- | ----- | ----- | - | - | - | - | - | - |
| 3 366 | 3 201 | 3 199 | - | - | - | - | - | - |

| selon la population municipale des années : | 1968 | 1975 | 1982 | 1990 | 1999 | 2006 | 2009 | 2013 |
| Rang de la commune dans le département      | 5    | 5    | 6    | 6    | 4    | 4    | 4    | 6    |
| Nombre de communes du département           | 340  | 340  | 340  | 340  | 340  | 340  | 340  | 340  |

### Enseignement
- Lycée Louis-Vicat : enseignement général, technologique et professionnel du BEP/CAP au Bac pro et BTS (construction, menuiserie, énergétique [clim], génie civil)
- Lycée des métiers hôteliers Quercy-Périgord
- Collège du Puy d’Alon
- École de musique

### Sports
- Club de rugby à XV, l'Union sportive Souillagaise, qui évolue en championnat Honneur du comité Limousin.
- Lieu de passage du Sentier de grande randonnée GR 6.

### Culture et manifestations
- Souillac accueille depuis 1976 un festival de jazz qui est désormais nommé Festival Sim Copans.
- Le Musée de l'automate de Souillac organisait chaque année un festival du mime automate.
- Créée en 2003, l'Heure d'Orgue est une animation estivale (concerts) autour de l'orgue Stoltz (MH) de l'abbatiale.

## Économie

### Revenus
En 2018, la commune compte 1 547 ménages fiscaux, regroupant 2 798 personnes. La médiane du revenu disponible par unité de consommation est de 18 800 € (20 740 € dans le département). 37 % des ménages fiscaux sont imposés (44,9 % dans le département).

### Emploi
|                | 2008   | 2013   | 2018   |
| -------------- | ------ | ------ | ------ |
| Commune        | 10,2 % | 14,9 % | 14,9 % |
| Département    | 7,3 %  | 8,9 %  | 9,6 %  |
| France entière | 8,3 %  | 10 %   | 10 %   |

En 2018, la population âgée de 15 à 64 ans s'élève à 1 758 personnes, parmi lesquelles on compte 68,6 % d'actifs (53,7 % ayant un emploi et 14,9 % de chômeurs) et 31,4 % d'inactifs,. Depuis 2008, le taux de chômage communal (au sens du recensement) des 15-64 ans est supérieur à celui de la France et du département.
La commune est la commune-centre de l'aire d'attraction de Souillac,. Elle compte 2 205 emplois en 2018, contre 2 415 en 2013 et 2 674 en 2008. Le nombre d'actifs ayant un emploi résidant dans la commune est de 971, soit un indicateur de concentration d'emploi de 227,1 % et un taux d'activité parmi les 15 ans ou plus de 43,7 %.
Sur ces 971 actifs de 15 ans ou plus ayant un emploi, 627 travaillent dans la commune, soit 65 % des habitants. Pour se rendre au travail, 74,7 % des habitants utilisent un véhicule personnel ou de fonction à quatre roues, 2,1 % les transports en commun, 17,7 % s'y rendent en deux-roues, à vélo ou à pied et 5,5 % n'ont pas besoin de transport (travail au domicile).

### Activités hors agriculture

#### Secteurs d'activités
458 établissements sont implantés  à Souillac au 31 décembre 2019. Le tableau ci-dessous en détaille le nombre par secteur d'activité et compare les ratios avec ceux du département,.
| Secteur d'activité                                                                                        | Commune | Commune | Département |
| Secteur d'activité                                                                                        | Nombre  | %       | %           |
| --- | ------- | ------- | ----------- |
| Ensemble                                                                                                  | 458     | 100 %   | (100 %)     |
| Industrie manufacturière, industries extractives et autres                                                | 40      | 8,7 %   | (14 %)      |
| Construction                                                                                              | 39      | 8,5 %   | (13,9 %)    |
| Commerce de gros et de détail, transports, hébergement et restauration                                    | 173     | 37,8 %  | (29,9 %)    |
| Information et communication                                                                              | 8       | 1,7 %   | (1,8 %)     |
| Activités financières et d'assurance                                                                      | 18      | 3,9 %   | (2,8 %)     |
| Activités immobilières                                                                                    | 27      | 5,9 %   | (3,5 %)     |
| Activités spécialisées, scientifiques et techniques et activités de services administratifs et de soutien | 61      | 13,3 %  | (13,5 %)    |
| Administration publique, enseignement, santé humaine et action sociale                                    | 56      | 12,2 %  | (12 %)      |
| Autres activités de services                                                                              | 36      | 7,9 %   | (8,7 %)     |

Le secteur du commerce de gros et de détail, des transports, de l'hébergement et de la restauration est prépondérant sur la commune puisqu'il représente 37,8 % du nombre total d'établissements de la commune (173 sur les 458 entreprises implantées  à Souillac), contre 29,9 % au niveau départemental.

#### Entreprises et commerces
Les entreprises ayant leur siège social sur le territoire communal qui génèrent le plus de chiffre d'affaires en 2020 sont : 
- Souillac Distribution, hypermarchés (enseignes E.Leclerc, Brico E.Leclerc et E.Leclerc Drive) (40 433 k€) ;
- G.Pivaudran, métallurgie pour le packaging de luxe (19 000 k€) détentrice du label EPV « Entreprise du Patrimoine Vivant » et sélectionné dans le cadre du dispositif France Relance et Territoires d’Industrie depuis 2020[67] ;
- Val-Causse Distribution, commerce de gros (commerce interentreprises) de céréales, de tabac non manufacturé, de semences et d'aliments pour le bétail (11 592 k€) ;
- Traitements Informatiq Professionnel S O - Tipso, autres activités de soutien aux entreprises n.c.a. (2 746 k€) ;
- Albareil, installation de machines et équipements mécaniques (cuisines professionnelles[68]) (1 956 k€) ;
- S46, activités des agences de travail temporaire (enseigne Temporis) (917 k€).

### Agriculture
La commune est dans la vallée de la Dordogne », dans une petite région agricole occupant une petite partie (7 communes) du nord du territoire du département du Lot. En 2020, l'orientation technico-économique de l'agriculture  sur la commune est la polyculture et/ou le polyélevage.
|               | 1988 | 2000 | 2010 | 2020 |
| ------------- | ---- | ---- | ---- | ---- |
| Exploitations | 39   | 24   | 16   | 11   |
| SAU (ha)      | 365  | 291  | 192  | 119  |

Le nombre d'exploitations agricoles en activité et ayant leur siège dans la commune est passé de 39 lors du recensement agricole de 1988  à 24 en 2000 puis à 16 en 2010 et enfin à 11 en 2020, soit une baisse de 72 % en 32 ans. Le même mouvement est observé à l'échelle du département qui a perdu pendant cette période 60 % de ses exploitations,. La surface agricole utilisée sur la commune a également diminué, passant de 365 ha en 1988 à 119 ha en 2020. Parallèlement la surface agricole utilisée moyenne par exploitation a augmenté, passant de 9 à 11 ha.

### Cité de la mode et des arts créatifs
Initié en 2017, un gigantesque projet de construction d'une « Cité de la Mode et du Luxe » vise a redynamiser le territoire en créant un ensemble immobilier de 30 hectares, constitué d'une centaine de magasins, un centre de formation, des restaurants haut de gamme et un hôtel 5 étoiles ; le tout représentant un investissement de plus de 130 millions d'euros. Toutefois, le projet est critiqué pour son aspect « pharaonique » et ses conséquences économiques et environnementales.
En octobre 2020, dans un contexte de crise économique liée à la pandémie de Covid-19, les prétentions du projet sont revues à la baisse,
Lors du conseil communautaire du 25 janvier 2021, le projet, jugé irréaliste, est finalement déclaré abandonné par la collectivité Causse et Vallée de la Dordogne, faute d'investisseurs,.

## Culture locale et patrimoine

### Lieux et monuments

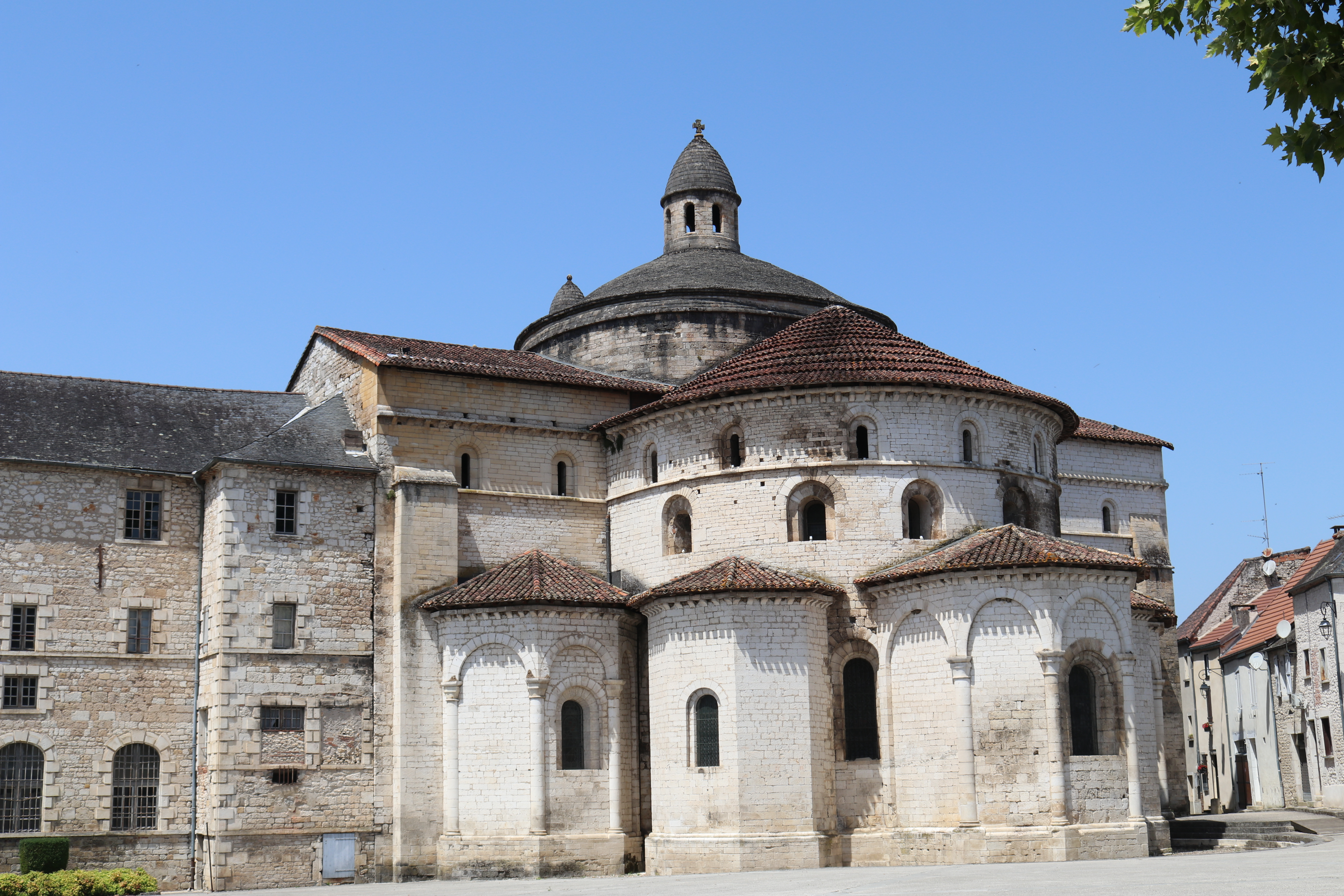
Église abbatiale Sainte-Marie de Souillac.

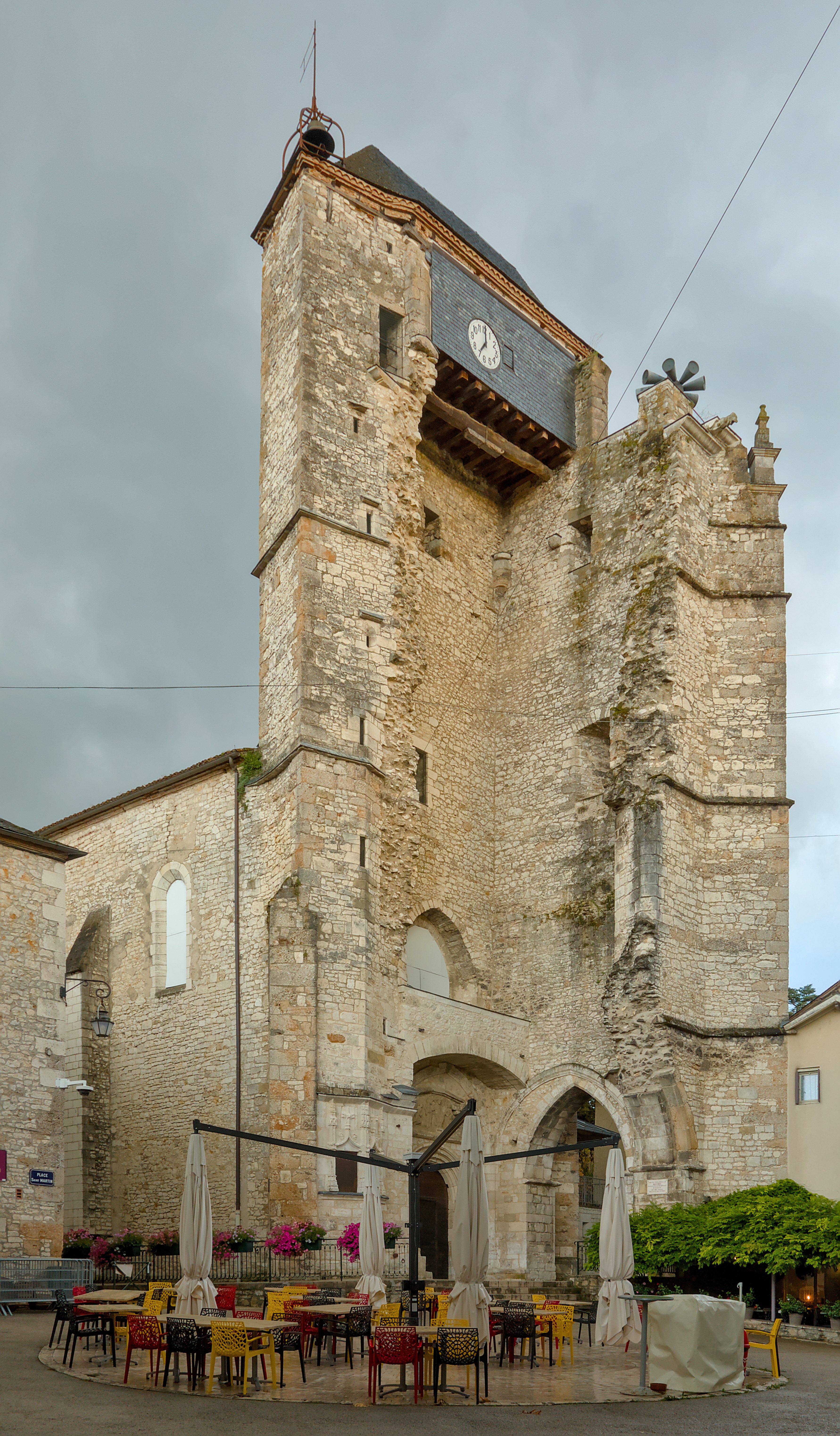
Le beffroi, vestige de l'ancienne église Saint-Martin.

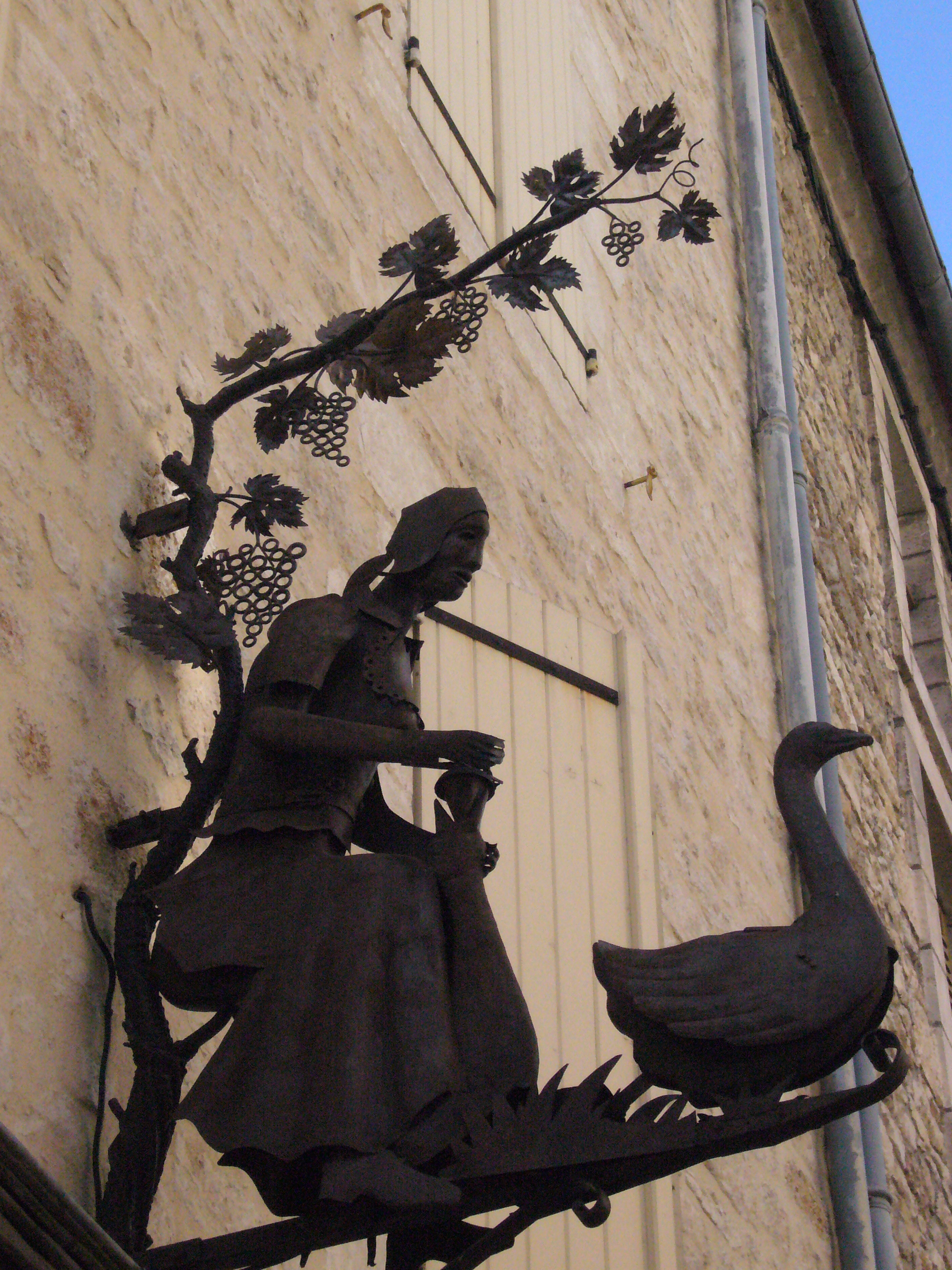
Enseigne animée.

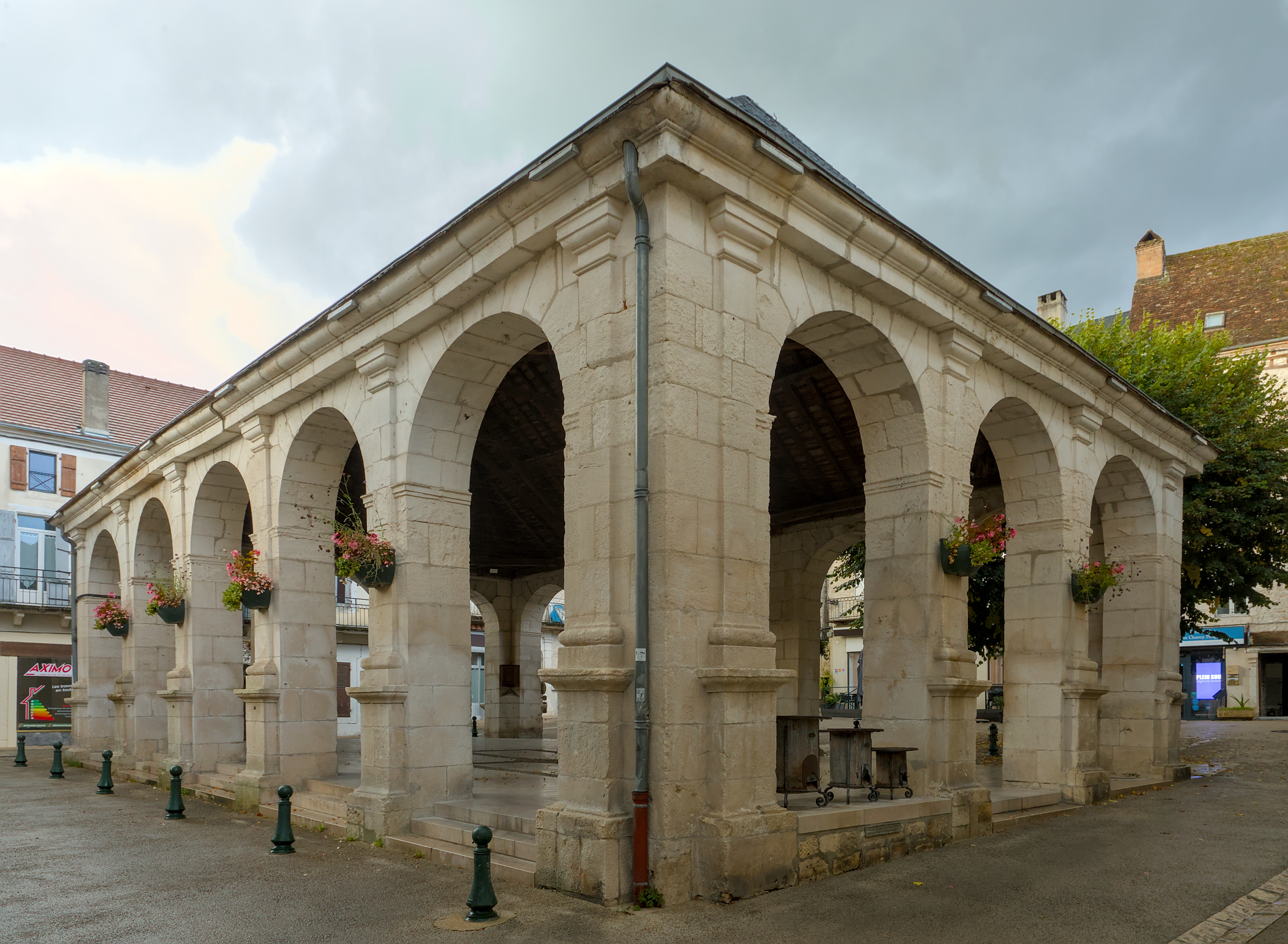
La halle

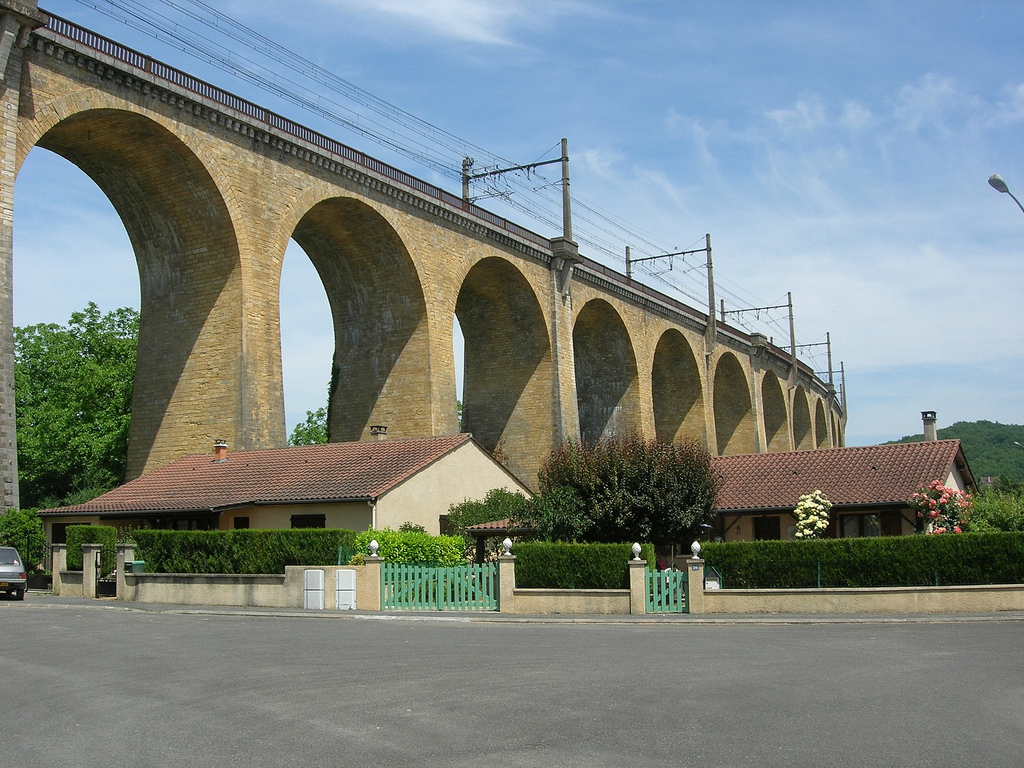
Le viaduc de la Borrèze vue de Souillac

- Les bâtiments de l'abbaye Sainte-Marie, rebâtis aux XVIIe et XVIIIe siècles, inscrits le 11 janvier 1991 au titre des monuments historiques[79].
- L'église abbatiale Sainte-Marie du XIIe siècle, classée en 1840 au titre des monuments historiques[80]. Plusieurs objets sont référencés dans la base Palissy[80]. Elle possède un orgue de tribune Stoltz, dont la partie instrumentale datant de 1850[81] a été classée le 12 mai 1978 au titre des monuments historiques[82].
- l'ancienne église Saint-Martin et son beffroi, classée en 1925 au titre des monuments historiques[83].
- Dolmen Laval, également appelé Tumulus Laval :  Classé MH (1984) Notice no PA00095264 44° 54′ 57″ N, 1° 27′ 17″ E
- Le Pont Louis-Vicat, le premier au monde utilisant du ciment artificiel[Note 19].
- Les berges de la Dordogne romantiques et réputées.
- Le viaduc de la Borrèze, aussi surnommé viaduc des Aubugues, du nom du quartier qu'il surplombe, construit de 1881 à 1885 au-dessus de la Borrèze, inscrit le 28 décembre 1984 au titre des monuments historiques[84]. Il est le plus long des sept ouvrages ferroviaires (avec le viaduc du Sorbier, le viaduc du Boulet, le viaduc des Marjaudes, le viaduc de Présignac, le viaduc de Lamothe et le viaduc de Bramefond) qui ont valu à Souillac son surnom de Ville aux sept viaducs[85].
- Le musée de l'automate. Il abrite notamment une collection de plus de 300 automates et jouets mécaniques des XIXe et XXe siècles d'une des maisons les plus importantes dans le domaine : la maison Roullet-Decamps[86].
- Autour de ce musée fut constitué un parcours d'enseignes animées dans les rues de la ville, réalisées pour la plupart par un ferronnier d'art local.
- La halle construite de 1832 à 1836, inscrite en 2004 au titre des monuments historiques[87].
- Ateliers d'artistes.
- L'ancienne chapelle Notre-Dame du Port, détruite pour la construction du pont Louis-Vicat.
- Chapelle Saint-Étienne Lacombe de Custals.
- Église de Bourzolles. Alors qu'elle devait être rasée, l'église est vendue par la ville de Souillac à Étienne Cluzel, un passionné des vieilles pierres, qui l'a restaurée, en compagnie de proches[88].

### Personnalités liées à la commune
- Jacques Auriac (1922-2003), peintre affichiste, citoyen d'honneur.
- Jean Bessonias, capitaine protestant.
- Pierre Betz, fondateur de la revue Le Point à Souillac qui reproduisit les premières photos de Robert Doisneau.
- Marcelle Cahen-Bergerol (1900-1989), artiste peintre, membre de la Société des arts en Quercy, résida à Souillac.
- Roger Couderc (1918-1984), journaliste sportif, spécialiste du rugby né à Souillac.
- Jean Deltheil (1795-1871), homme politique, né à Souillac.
- Marguerite Grépon (1891-1982), poétesse et diariste française féministe.
- Louis Malvy (1875-1949), homme politique, ministre de l'Intérieur de 1914 à 1917 et en 1926, maire de Souillac de 1929 à 1940.
- Edmond Massaud (1908-2000), homme politique mort à Souillac.
- Jacques Merquey (1929-), joueur de l'équipe de France de rugby à XIII, est né à Souillac.
- Nestor Romero, écrivain et chroniqueur.
- Christian Toucas (1971-), accordéoniste.
- Hannu Väisänen (1951-), artiste plasticien.
- Raymond de Verninac Saint-Maur, marin, commandant du Louxor qui transporta l'obélisque offert par l'Égypte à la France, ministre de la marine.
- Louis Vicat, inventeur du ciment artificiel, qui construisit le pont Louis-Vicat, premier au monde en ciment artificiel.
- Roger Vitrac (1899-1952), dramaturge, qui est né à Pinsac, mais qui a passé sa petite enfance à Souillac, ville qui apparaît de manière indirecte dans son œuvre, surtout dans Le Sabre de mon père.
- René Yronde (1915-2003), chroniqueur local, instituteur et journaliste.

### Héraldique
| Blason de Souillac | Les armes de Souillac se blasonnent ainsi : D'or au chevron d'azur, accompagné en pointe d'une hure de sanglier de gueules, allumée et défendue d'argent. La devise de la commune est : « Je fais front ». |

### Souillac dans la littérature française
- Denis Tillinac, Le Bonheur à Souillac, Paris, éd. R. Laffont, 1982.